# Sous-espace vectoriel
En algèbre linéaire, un sous-espace vectoriel d'un espace vectoriel E, est une partie non vide F, de E, stable par combinaisons linéaires. Cette stabilité s'exprime par :
- la somme de deux vecteurs de F appartient à F ;
- le produit d'un vecteur de F par un scalaire appartient à F.

Muni des lois induites, F est alors un espace vectoriel. L'intersection d'une famille non vide de sous-espaces de E est un sous-espace de E. La réunion d'une famille non vide de sous-espaces n'en est généralement pas un ; le sous-espace engendré par cette réunion est la somme de cette  famille.

## Définitions équivalentes
Soit E un espace vectoriel sur un corps K.

Une partie F de E est un sous-espace vectoriel de E si et seulement si :
1. (F, +) est un sous-groupe additif de (E, +) ;
2. le produit d'un vecteur de F par un scalaire appartient à F.

En effet, la condition 1, plus forte que la condition « F est non vide et stable par sommes », lui est équivalente en présence de la condition 2 car cette dernière entraîne que F est stable par opposés (si u ∈ F alors –u = (–1)∙u ∈ F).
Une caractérisation intermédiaire donc également équivalente est :

Une partie de E est un sous-espace vectoriel de E si et seulement si elle contient le vecteur nul 0E et elle est stable par combinaisons linéaires.

Par ailleurs, la stabilité par combinaisons linéaires possède des formulations équivalentes à celle du résumé introductif, comme
{\displaystyle (\forall (u,v)\in F^{2})(\forall (\lambda ,\mu )\in K^{2})~\lambda u+\mu v\in F}
ou encore
{\displaystyle (\forall (u,v)\in F^{2})(\forall \lambda \in K)~\lambda u+v\in F.}

## Exemples
- L'espace nul {0E} et l'espace total E sont respectivement le plus petit et le plus grand sous-espace vectoriel de E. On les appelle les « sous-espaces vectoriels triviaux » de E.
- Dans l'espace vectoriel Kn des n-uplets (pour n > 0) :
  - l'ensemble des solutions x = (x1, … , xn) d'une équation linéaire homogène donnée, a1x1 + … + anxn = 0 (où a1, … , an sont n scalaires fixés, non tous nuls), est un sous-espace vectoriel et plus précisément un hyperplan : si n = 3, c'est un plan vectoriel de l'espace K3 ; si n = 2, c'est une droite vectorielle du plan K2.
  - plus généralement, l'ensemble des solutions d'un système d'équations linéaires homogènes est un sous-espace vectoriel.
  - l'ensemble des solutions d'une équation linéaire non homogène a1x1 + … + anxn = b, où le scalaire b est non nul, n'est pas un sous-espace vectoriel puisqu'il ne contient pas le vecteur nul. C'est seulement un sous-espace affine.
- Dans l'espace ℝℝ des applications de ℝ dans ℝ, on considère souvent les sous-espaces vectoriels constitués des applications continues, ou dérivables, ou polynomiales, etc. ou solutions d'une équation différentielle linéaire homogène.
- Pour toute partie A d'un espace vectoriel E, l'ensemble des combinaisons linéaires d'éléments de A forme un sous-espace vectoriel de E, appelé sous-espace engendré par A.
- Le noyau (resp. l'image) d'une application linéaire de E1 dans E2 est un sous-espace vectoriel de E1 (resp. de E2).

## Propriété essentielle
Pour tout sous-espace vectoriel F d'un espace E, la stabilité par combinaisons linéaires permet de restreindre (au départ et à l'arrivée) les deux lois d'espace vectoriel de E en deux applications + : F×F → F et ∙ : K×F → F.
En effet, (F, +) est un (sous-)groupe et tous les autres axiomes d'espace vectoriel (comme la commutativité de +) restent vrais dans F par restriction car ils ne font intervenir que des quantificateurs universels  ∀.
Ceci permet de démontrer à peu de frais qu'une structure donnée est un espace vectoriel : il suffit de vérifier qu'elle est un sous-espace d'un espace déjà connu. Par exemple, les polynômes à coefficients dans K forment un espace vectoriel, comme sous-espace K(ℕ) de l'espace Kℕ des suites (en identifiant tout polynôme à la suite, nulle à partir d'un certain rang, de ses coefficients).

## Dimension
Pour tout sous-espace F de E on a :
- dim(F) ≤ dim(E) ;
- si E est de dimension finie et si dim(F) = dim(E), alors F = E[2]. Cette implication devient fausse en dimension infinie.

## Intersection de sous-espaces vectoriels
Soient F1 et F2 deux sous-espaces vectoriels de E. Alors F1⋂F2 est un sous-espace vectoriel de E.
Plus généralement, pour toute famille non vide (Fi)i∈I de sous-espaces vectoriels de E, l'intersection ⋂i∈I Fi est un sous-espace vectoriel de E.

## Union de sous-espaces vectoriels
La réunion de deux sous-espaces n'est un sous-espace que lorsque l'un des deux sous-espaces est inclus dans l'autre. En effet, dans le cas contraire, cette réunion n'est pas stable par addition.
Pour que la réunion d'une famille non vide (finie ou infinie) de sous-espaces soit un sous-espace, il est suffisant (mais bien sûr pas nécessaire) que la famille soit filtrante, c'est-à-dire que l'union de deux éléments quelconques de la famille soit incluse dans un élément de la famille.
Si un K-espace vectoriel E est réunion d'une famille finie de sous-espaces différents de E, alors le corps K est fini.

## Somme de sous-espaces vectoriels
Soient F1 et F2 deux sous-espaces vectoriels de E. Leur somme F1 + F2, définie par
{\displaystyle F_{1}+F_{2}=\{x_{1}+x_{2}\mid x_{1}\in F_{1},x_{2}\in F_{2}\}},
coïncide avec le sous-espace engendré par F1⋃F2.
Plus généralement, la somme ∑i∈I Fi d'une  famille non vide (Fi)i∈I de sous-espaces vectoriels de E, définie comme l'ensemble des vecteurs x de E qui admettent au moins une décomposition de la forme x = ∑i∈I xi avec xi ∈ Fi (tous nuls sauf un nombre fini), est égale au sous-espace engendré par la réunion des  Fi.
Si de plus cette décomposition de tout vecteur de ∑i∈I Fi est unique, la somme est dite directe.